# Mirhipipteryx pulicaria
Mirhipipteryx pulicaria är en insektsart som först beskrevs av Henri Saussure 1896.  Mirhipipteryx pulicaria ingår i släktet Mirhipipteryx och familjen Ripipterygidae.

## Underarter
Arten delas in i följande underarter:
- M. p. pulicaria
- M. p. interposita